# WTA-toernooi van Neurenberg
Het WTA-toernooi van Neurenberg was een tennistoernooi voor vrouwen dat van 2013 tot en met 2019 werd georganiseerd in de Duitse plaats Neurenberg. De officiële naam van het toernooi was Nürnberger Versicherungscup.
De WTA organiseerde het toernooi dat in de categorie International viel en werd gespeeld op gravel.
Het toernooi werd in 2013 voor de eerste keer georganiseerd. Het verving het WTA-toernooi van Barcelona, dat om financiële redenen werd beëindigd.
De sponsor van het toernooi was de Nürnberger Versicherung. In februari 2019 had de Nürnberger Versicherung aangekondigd, na de editie van 2019 haar betrokkenheid te beëindigen. Na het verlies van de hoofdsponsor werd in januari 2020 besloten om de licentie te verkopen. Volgens toernooidirecteur Sandra Reichel heeft men gepoogd om het toernooi tot het laatste moment in Nürnberg te houden. Uiteindelijk bleek er geen andere mogelijkheid dan de toernooilicentie te verkopen.
Een gezelschap rondom de voormalige ijshockeyclubmanager van de Kölner Haie, Oliver Müller, heeft de licentie verworven. Het toernooi zou eerst in 2020 in Keulen plaatsvinden. Door onverwachte complicaties bij het nieuwe licentiegezelschap, een zware ziekte van een lid, was een editie organiseren in 2020 niet mogelijk.

## Enkel- en dubbelspeltitel in één jaar
| speelster    | in het jaar |
| ------------ | ----------- |
| Kiki Bertens | 2016        |

## Meervoudig winnaressen enkelspel
| speelster    | aantal titels | in de jaren |
| ------------ | ------------- | ----------- |
| Kiki Bertens | 2             | 2016, 2017  |

## Finales

### Enkelspel
| Datum      | Naam                        | Cat.          | ($)     | Ondergrond     | Winnares            | Verliezend finaliste | Uitslag       |         |
| ---------- | --------------------------- | ------------- | ------- | -------------- | ------------------- | -------------------- | ------------- | ------- |
| 2013-06-10 | Nürnberger Versicherungscup | International | 235.000 | gravel, buiten | Simona Halep        | Andrea Petković      | 6-3, 6-3      | details |
| 2014-05-18 | Nürnberger Versicherungscup | International | 250.000 | gravel, buiten | Eugenie Bouchard    | Karolína Plíšková    | 6-2, 4-6, 6-3 | details |
| 2015-05-17 | Nürnberger Versicherungscup | International | 250.000 | gravel, buiten | Karin Knapp         | Roberta Vinci        | 7-6, 4-6, 6-1 | details |
| 2016-05-15 | Nürnberger Versicherungscup | International | 250.000 | gravel, buiten | Kiki Bertens        | Mariana Duque Mariño | 6-2, 6-2      | details |
| 2017-05-21 | Nürnberger Versicherungscup | International | 250.000 | gravel, buiten | Kiki Bertens        | Barbora Krejčíková   | 6-2, 6-1      | details |
| 2018-05-20 | Nürnberger Versicherungscup | International | 250.000 | gravel, buiten | Johanna Larsson     | Alison Riske         | 7-6, 6-4      | details |
| 2019-05-19 | Nürnberger Versicherungscup | International | 250.000 | gravel, buiten | Joelija Poetintseva | Tamara Zidanšek      | 4-6, 6-4, 6-2 | details |

### Dubbelspel
| Datum      | Naam                        | Cat.          | ($)     | Ondergrond     | Winnaressen                            | Verliezend finalistes             | Uitslag          |         |
| ---------- | --------------------------- | ------------- | ------- | -------------- | -------------------------------------- | --------------------------------- | ---------------- | ------- |
| 2013-06-10 | Nürnberger Versicherungscup | International | 235.000 | gravel, buiten | Ioana Raluca Olaru Valerija Solovjeva  | Anna-Lena Grönefeld Květa Peschke | 2-6, 7-6, [11-9] | details |
| 2014-05-18 | Nürnberger Versicherungscup | International | 250.000 | gravel, buiten | Michaëlla Krajicek Karolína Plíšková   | Raluca Olaru Shahar Peer          | 6-0, 4-6, [10-6] | details |
| 2015-05-17 | Nürnberger Versicherungscup | International | 250.000 | gravel, buiten | Chan Hao-ching Anabel Medina Garrigues | Lara Arruabarrena Raluca Olaru    | 6-4, 7-6         | details |
| 2016-05-15 | Nürnberger Versicherungscup | International | 250.000 | gravel, buiten | Kiki Bertens Johanna Larsson           | Shuko Aoyama Renata Voráčová      | 6-3, 6-4         | details |
| 2017-05-21 | Nürnberger Versicherungscup | International | 250.000 | gravel, buiten | Nicole Melichar Anna Smith             | Kirsten Flipkens Johanna Larsson  | 3-6, 6-3, [11-9] | details |
| 2018-05-20 | Nürnberger Versicherungscup | International | 250.000 | gravel, buiten | Demi Schuurs Katarina Srebotnik        | Kirsten Flipkens Johanna Larsson  | 3-6, 6-3, [10-7] | details |
| 2019-05-19 | Nürnberger Versicherungscup | International | 250.000 | gravel, buiten | Gabriela Dabrowski Xu Yifan            | Sharon Fichman Nicole Melichar    | 4-6, 7-6, [10-5] | details |